# SUPERFAMILY
SUPERFAMILY est une base de données bioinformatique pour les propriétés structurelles et fonctionnelles pour les protéines et les génomes,,,,,,. Elle classifie les séquences d'acides aminés en fonction de domaines structurels connus, en les rangeant notamment dans les superfamilles SCOP,. Une superfamille est un groupe de protéines qui partagent un ensemble d'éléments appuyant l'idée d'une évolution à partir d'un ancêtre commun sans pour autant présenter nécessairement d'homologie séquentielle détectable.